# Revolución, Atzacan
Revolución är en ort i Mexiko.   Den ligger i kommunen Atzacan och delstaten Veracruz, i den sydöstra delen av landet, 220 km öster om huvudstaden Mexico City. Revolución ligger 1 290 meter över havet och antalet invånare är 756.
Terrängen runt Revolución är kuperad åt sydost, men åt nordväst är den bergig. Runt Revolución är det mycket tätbefolkat, med 1 361 invånare per kvadratkilometer. Närmaste större samhälle är Córdoba, 17,4 km öster om Revolución. Trakten runt Revolución består till största delen av jordbruksmark.